# Armand Mattelart
Armand Mattelart (Jodoigne, Bèlgica, 8 de gener de 1936) sociòleg franco-belga de la comunicació i les indústries culturals, és president de l'Observatoire Français des Mèdias. Entre altres aspectes, la seva obra destaca per l'estudi de la dependència cultural, els vincles entre globalització i els processos de comunicació, la tendència cap als grans monopolis i els efectes de la desregulació a la comunicació de masses.

## Biografia

### A Xile
Va estudiar Dret i Ciències Polítiques a la Universitat de Lovaina, on es va doctorar. Després d'estudiar demografia a París, es va traslladar a Xile, on es va casar amb Michèle, la seva companya de tota la vida. Va ser professor de Sociologia de la Universitat Catòlica de Xile, i va contribuir com a expert del Vaticà en temes de població. Va oposar-se a la política de planificació familiar que impulsaven les fundacions nord-americanes Ford i Rockefeller, i també va treballar com a expert de les Nacions Unides en desenvolupament social. A Xile va participar en la fundació del Centro de Estudios de la Realidad Nacional, una institució influïda per l'estructuralisme, dirigida per Chonchol Jacques, futur ministre d'Agricultura del govern de Salvador Allende, pel qual va treballar Mattelart en el desenvolupament de polítiques de comunicació.

### A França
Després del cop d'estat del general Augusto Pinochet, va anar a França, on va dirigir el documental L'Espiral, presentat el 1976 a Canes. Després d'uns anys de donar classes com a professor convidat a la Universitat de París VII, va patir un rebuig per motius ideològics, que es van acabar amb l'arribada de Miterrand al poder, ja que aleshores va aconseguir una plaça fixa a la Universitat. En l'actualitat és catedràtic de Ciències de la Informació i de la comunicació a la Universitat de París VIII. Hi ha participat en diverses comissions ministerials en l'avaluació de les investigacions sobre comunicació i noves tecnologies. És president de L'Observatori Nacional de Mitjans de França.

## Obres
Entre les obres d'Armand Mattelart destaquen els llibres Multinationales et systèmes de communication, Anthropos, Paris, 1976; Historia de les teories de la comunicació, escrita conjuntament amb la seva esposa Michèle; La mundialitzacio de la comunicació; Histoire de la société de l'information; "La découverte", París; i, sobretot, Para leer al Pato Donald escrit el 1973 conjuntament amb Ariel Dorfman.